# Potentilla nubicola
Potentilla nubicola là loài thực vật có hoa trong họ Hoa hồng. Loài này được (Hook. f.) Mabb. mô tả khoa học đầu tiên năm 2002.